# 上海文庙
上海文廟，即清代“上海縣學文廟”，是上海城區唯一祭祀孔子的廟宇。位於上海老城廂，今黃浦區文廟路215號。
上海文廟有七百多年的歷史，始建於元朝至元三十一年（1294年），此後幾經遷移，至清咸豐五年（1855年）重建於今址。民國時期，改為上海市民眾教育館。文化大革命期間，部分建筑被拆除，至二十世紀八十年代，成為上海舊書市場的所在地。1997年，經過全面整修的文廟大致恢復了清代的格局，作為祭孔和展示中國文化的場所對外開放。目前的文庙建筑群包括文廟、學宮兩條南北軸線上的院落以及東部的園林，主要建筑有欞星門、大成門、大成殿、崇聖祠、明倫堂、尊經閣、魁星閣等。2002年被公布為上海市文物保护单位。

## 歷史
早在北宋熙寧七年（1074年），當地已有由民宅改造成的“梓潼祠”，奉文昌梓潼帝君與孔子像。南宋咸淳三年（1267年）上海建鎮，士紳唐時措兄弟在方浜長生橋東北（今丹鳳路西）建立鎮學。元朝至元二十八年（1291年）分華亭縣東北境五鄉為上海縣，按制須修建城隍廟與文廟。至元三十一年（1294年），知縣周汝楫下令在縣署東首（今敬業路一帶）營建文廟，但因資金不足，未能完工。次年，浙西廉訪僉事朱思誠至此巡察時，委請萬戶長費拱辰出資建成，当時廟中有正殿、講堂、齋舍等建築。大德六年（1302年），經松江判官張紀倡議，縣丞範天禎帶頭捐資擴建，加添殿軒，增設大門、學門，重塑大成殿孔子像，並繪先賢像于兩廡。知縣辛思仁築牆130尺，架橋于泮池之上，文廟規模初備。
至大三年（1310年），廉訪僉事吳彥升巡察上海縣，提議擴建。時任兩浙鹽運使瞿霆發遂捐家資，在肇家浜（今復興東路）北岸（淘水場一帶），縣衙之西興建了新文廟。但僅四年之後（延祐元年，1314年），縣丞王珪又將文廟遷回原址，並擴大廟制。當時文廟中還有天光雲影池，池中有島名为“芹洲”，洲上建有止庵、杏壇、盟鷗渚、洗心亭、舞雩橋、酸窩、古井、焦石堂諸勝。至正十一年（1351年），知縣劉輝增建教諭廳、講席堂，監縣兀奴罕、縣丞張議重建廟門、齋舍；後來知縣何緝還在廟左建明倫堂，堂前東西分建育英、致道二齋。有富僧覺元捐田產六百餘畝，以資修葺費用。
明正統四年（1439年），提學御史彭勳、巡按御史肖啟命知縣張禎拓展文廟，建成射亭、戟門、修齋舍、饌堂、殿廡及儀門等。九年（1444年），巡按御史鄭顒增建東西兩廡殿。成化二十年（1484年），知縣劉琬在明倫堂後建成尊經閣。正德十四年（1519年），知縣鄭洛書重建大成殿、養賢堂。

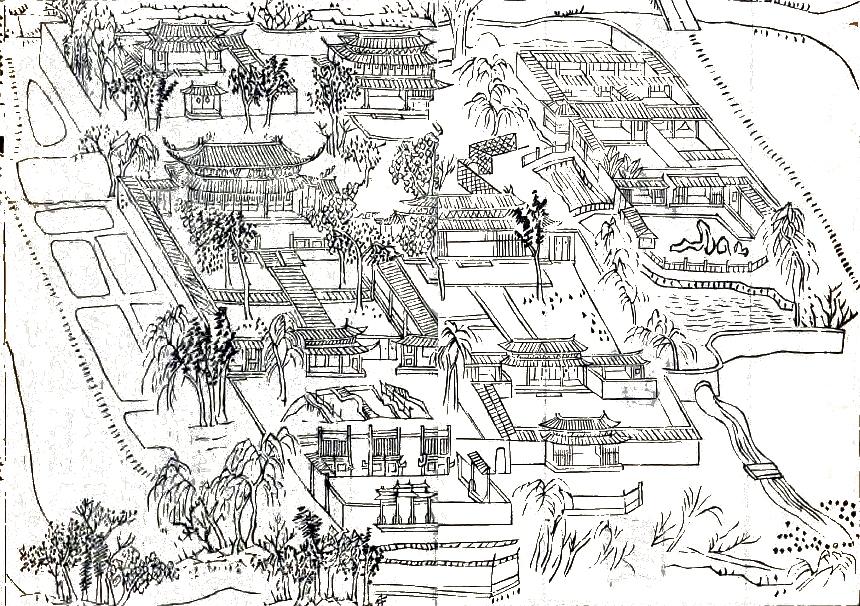
上海縣新學宮（文廟）圖，根據《同治上海縣誌》卷一之20、21頁圖拼合，西路院落為文廟，東路院落為學宮

清雍正八年（1730年），巡道王澄慧移駐上海，擇文廟東南隅建魁星閣。咸豐三年（1853年）九月初四，劉麗川率小刀會起義。九月初七，知縣袁祖德引官員士紳於文廟祭孔，小刀會借機喬裝進入，殺知縣，宣佈建立“大明國”，劉麗川為“大明統理政教詔討大元帥”，在廟內明倫堂設立行轅，指揮抗擊清兵。到咸豐五年（1855年），清兵聯合西方軍隊攻占上海縣，作為小刀會總部的文廟也大部分毀於炮火。同年，在原址重建文廟，但大樑未上便遇火災。官服、鄉紳恐此地不利，故決定移建文廟至县城西门内右营署的明代海防道署舊址，即現時文廟所在。次年，重建完成，占地17.3畝。然而好景不長，咸豐十年（1860年），太平軍迫近上海，上海縣官、紳商共邀英、法兵入城協防，西兵駐屯文廟數載，到同治三年（1864年）六月西兵撤防時，廟內建築已毀損大半。事後，巡道丁日昌令知縣修繕。
民國三年（1914年），上海縣公產經理處籌款重修文廟，並拓大成殿月臺，置祭器、祭服等以備祭典之需。民國十六年（1927年），上海特別市工務局擬將文廟改建為公園。民國二十年（1931年）3月，文廟公園開建，但因資金不繼未能完成，其後移交市教育局管理。同年12月，文廟改為上海市民眾教育館。民國二十一年（1932年）6月，尊經閣改建為上海市市立圖書館，內藏書籍一萬五千餘冊，成為上海市首家公共圖書館。
民國三十八年（1949年）5月，中国人民解放军上海市军事管制委员会接管上海市民眾教育館，並建立上海市滬南人民文化館。1959年，文廟被列为南市區文物保护单位。文化大革命中，文廟被南市區體委用作訓練場館，尊經閣等多處建筑被拆除。1979年，上海市文物管理委會撥款修復了大成殿、魁星閣與崇聖祠，重建東西廡殿，疏浚天光雲影池。1986年起，文廟成為舊書市場所在地。1996年，當局對文廟的大成殿进行维修。1997年4月至1999年9月，南市區人民政府又對文廟進行全面整修，重建學門、儀門、明倫堂、尊經閣、聽雨軒、儒学署等，全面恢復了清代上海文廟鼎盛時期的風貌。同時，又在文廟东北部沿梦花街、学宫街一帶，建造了仿古街道，用以安置原占用大成殿及东西廡殿的“文廟書刊交易市場”。2002年，上海市人民政府將文廟列入上海市文物保護單位名單。2021年10月8日，上海文庙因要修缮改造暂停对外开放。2021年10月8日，上海文庙正式暂停对外开放，开始实施修缮改造，预计工期为2至3年，“文庙书刊交易市场”也随之搬迁。

## 建筑

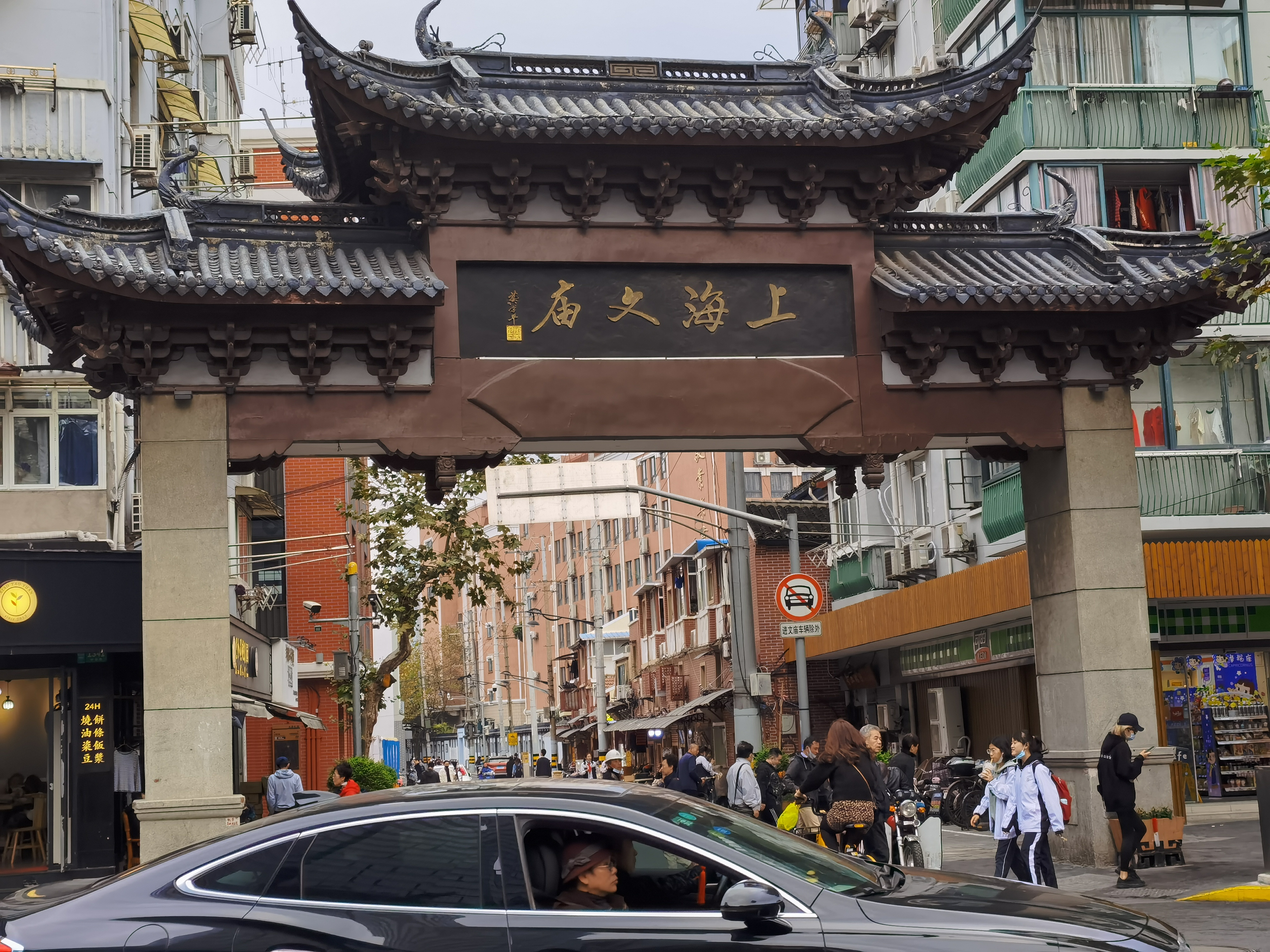
位于文庙路西端的牌坊

### 布局
文廟建筑群包括文廟和學宮，按照傳統廟學合一的布局設計，圍繞两条南北轴线修建。西側的文廟軸線貫穿棂星门、大成门、大成殿和崇圣祠，東側的學宮軸線上則依次設置學門、儀門、明倫堂與尊經閣。文廟四周建有围墙，内外均绿化。今文廟建筑以原物為主，唯欞星門外牌樓已不存，門內的泮池則被填埋；學宮建筑則多為重建；院落東側又添置了假山、水池、魁星阁等景點。

### 文廟軸線建筑
西路設欞星門和大成門。其中欞星門為六柱三門冲天式雕花石坊，面阔9米，高8米，門間及两侧連接墙垣，墻角置文官下轎、武官下馬石碑；大成門，又称“戟门”，門楣懸掛之“大成门”三字匾額為清世宗亲书，建筑面闊三間，硬山頂，明間與二稍間皆設朱紅門扉，門上有九橫九縱門釘，中門只有祭典時方可開啟。

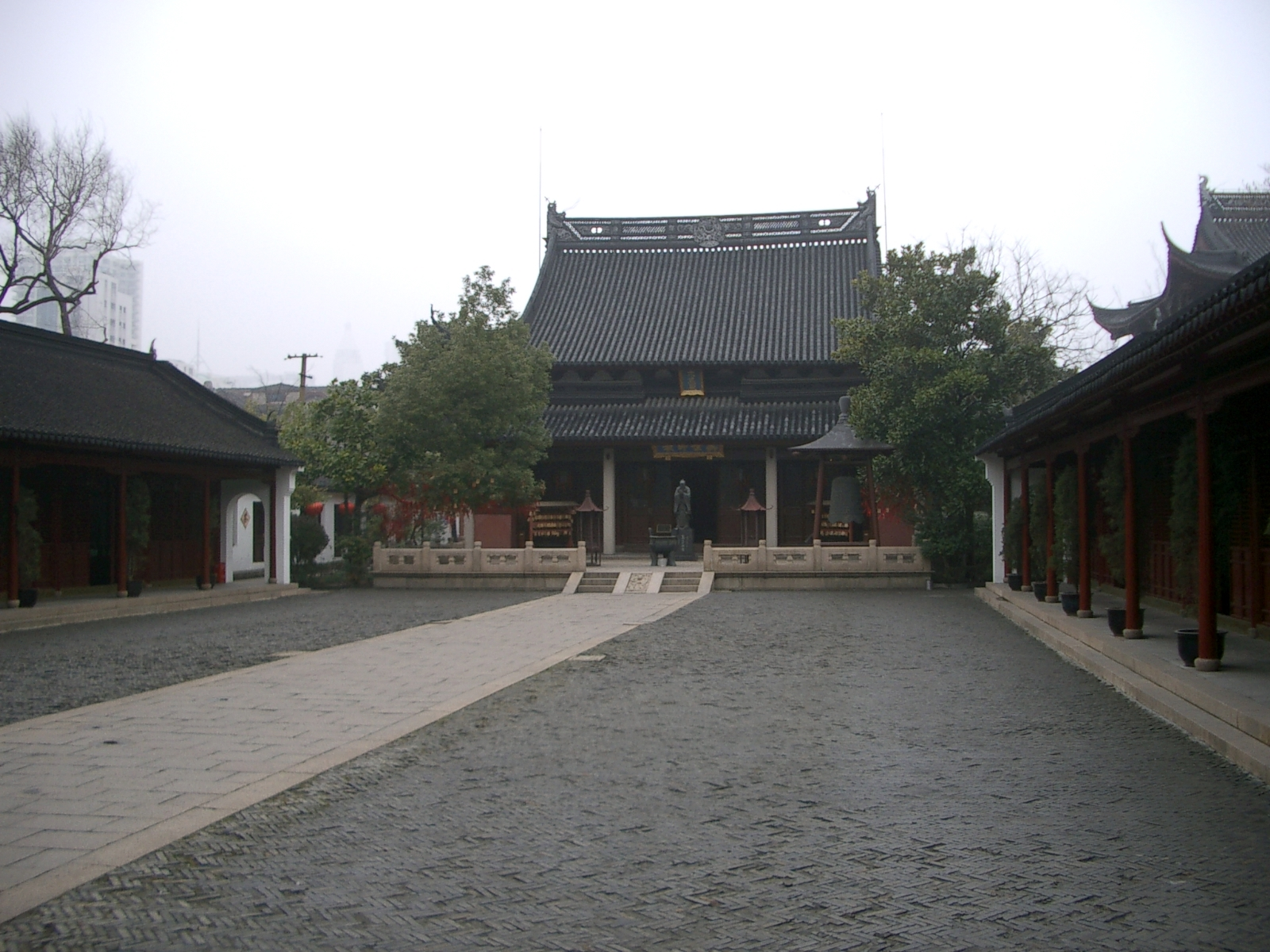
大成殿及東西廡殿

两道门后有大成殿。该殿是祭孔正殿，文廟的核心建筑。大殿高14米，占地約260平方米，面闊三間，重檐歇山頂，飞檐起翘，殿脊飾狻猊、辟邪，斗栱簡化，具晚清特征。正面重檐之間，懸掛清世宗題“大成殿”三字竖匾。屋脊正中屋脊上鑲“海滨邹鲁”四字砖刻，為時任江蘇巡撫的林则徐所題。檐下“万世师表”橫匾則為清圣祖於康熙二十三年（1684年）題寫。
殿內供奉孔子神龕和塑像。梁间懸掛金字橫匾三块，分別為清宣宗題“聖集大成” 和“聖協時中”，以及清文宗題“德齊幬載”。前后抱柱各懸對联一副，均為乾隆十三年（1748年）高宗撰，前一幅為“覺世牖民詩書易象春秋永垂道法，出類拔萃河海泰山麟鳳莫喻聖人。”由书法家张森書寫；後一副為 “氣備四時與天地鬼神日月合其德，教垂萬事繼尧舜禹汤文武作之师。”由书法家高式熊書寫。大殿四周墻壁镶嵌《論語》全文青石碑刻。在神龕前東、西两侧，還放置祭祀用之鐘、鼓。編鐘為同治九年（1870年）由上海江南制造局铸造。1982年出土於大成殿臺基前。

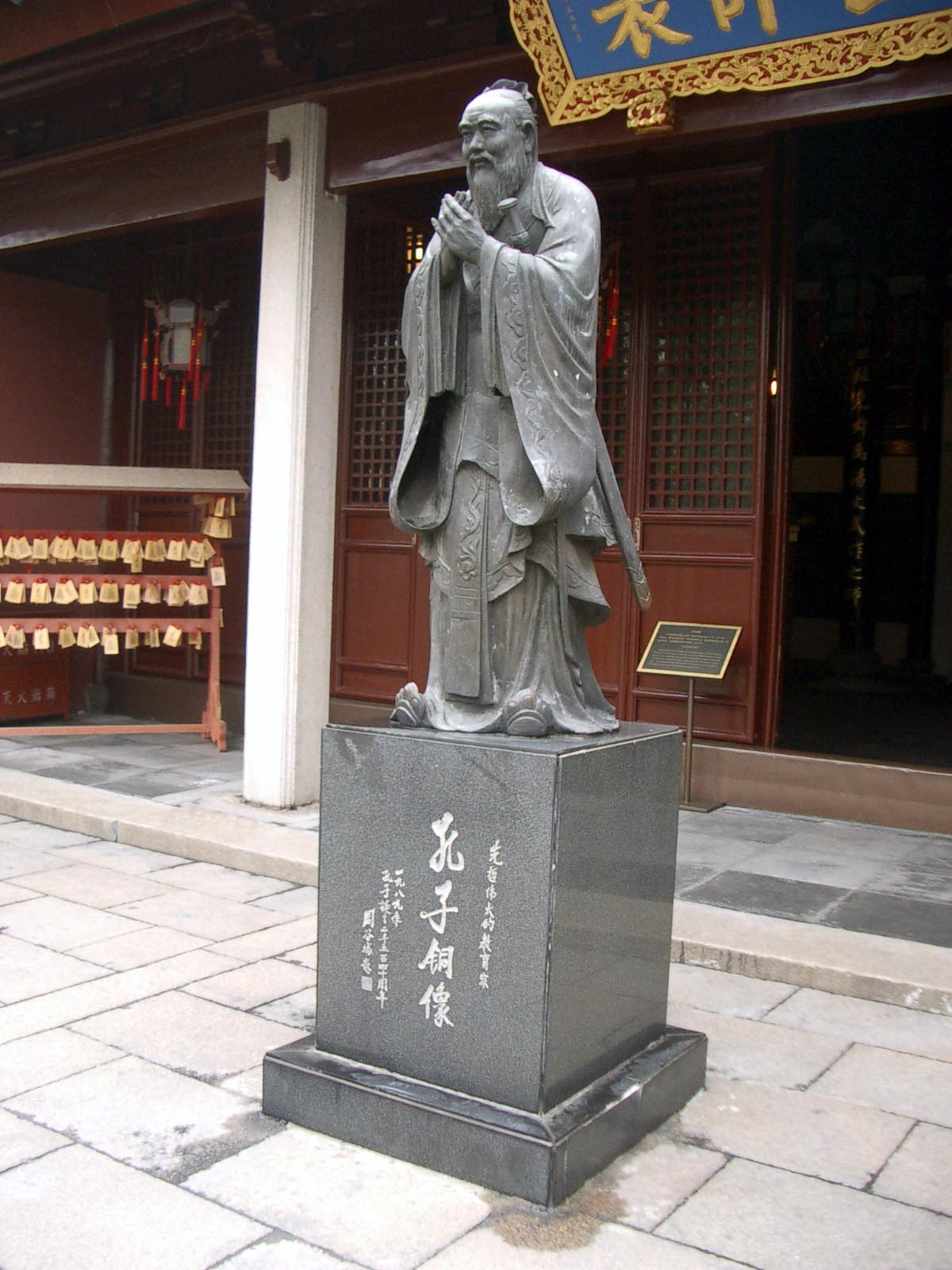
孔子像

大成殿建在半米高的月臺之上。月臺，也称“佾臺”，是每年春秋祭祀時奏樂和佾舞的場所。月臺東、西南三面以荷葉石柱和透雕石栏圍繞，南面正中出石階三級，中間鑲嵌石雕龍陛。大殿門前，置有青铜制孔子佩劍立像，像高1.8米，為1987年孔子誕辰2540年時，香港人士陳春捐贈。大理石基座正面鐫刻原全国人大常委会副委員長周谷城的題詞：“先哲偉大的教育家孔子銅像。”月臺東南部，放置大成鐘一口，鐘高1.8米，直徑1.1米，重達1.5吨。
大成殿前左右有東西廡殿，與大成門及圍墻組成一封閉院落。廡殿不高，硬山頂，曾用於供奉七十二賢。崇聖祠位於大成殿之後，前為門墙，中為庭院，東西两厢，後為大廳及耳房，組成一封閉院落，大殿為悬山式頂。该祠原名启圣祠
，用以供奉孔子父母以上五代祖宗。1725年雍正帝下令将其更名为崇聖祠。今作為文庙管理處辦公場所。

### 學宮軸線建筑

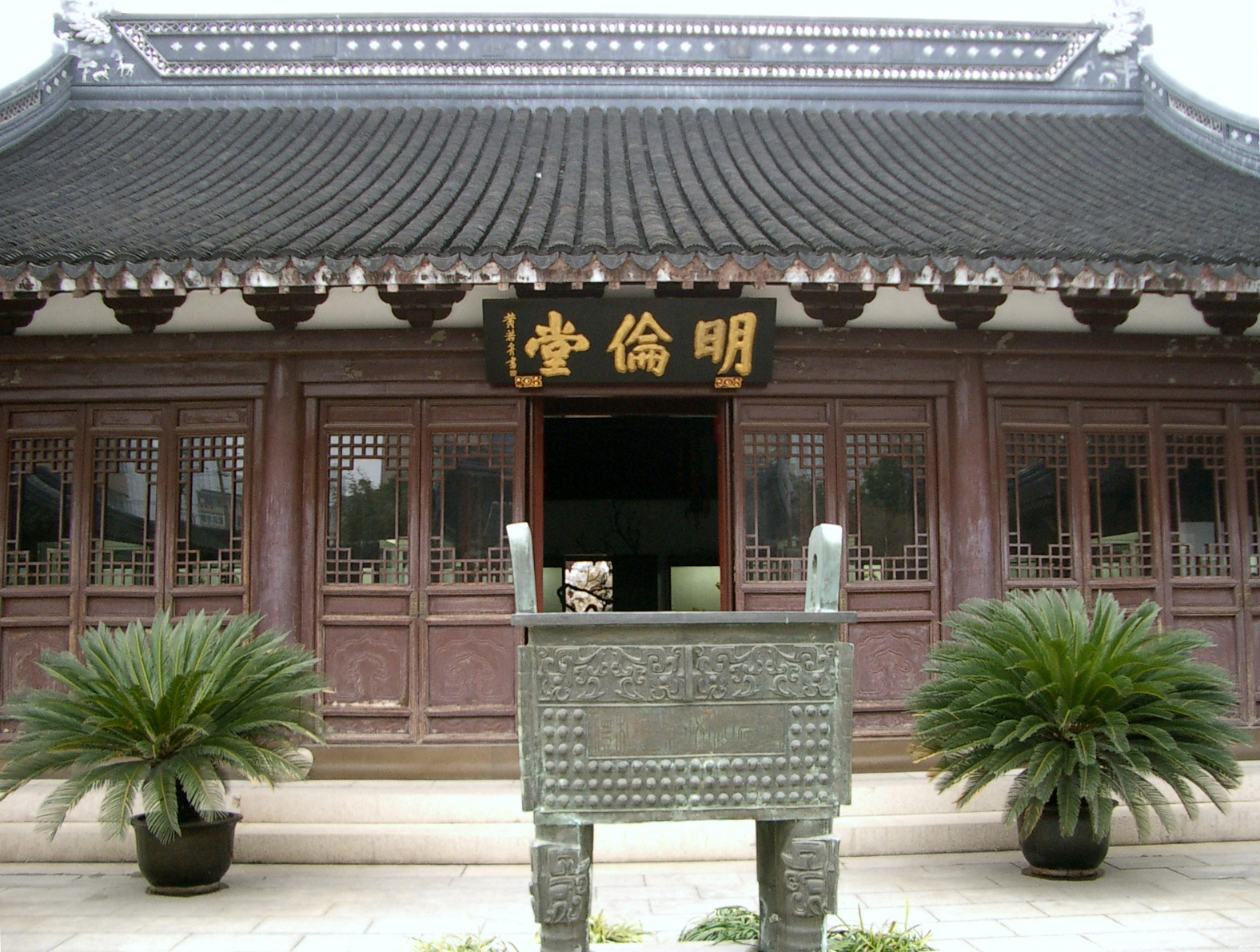
明倫堂與青銅鼎

學宮轴线建筑主要有明伦堂和尊经阁。明倫堂是儒生講學之所。“明伦”出自《孟子》：“学则三代共之，皆所以明人伦也”。咸丰三年（1853年）小刀會舉事期間曾在明伦堂设立总指挥部。目前，明倫堂被改建為“文廟講堂”使用。檐下“明倫堂”橫匾為黄若舟題寫，堂内悬挂文懷沙題寫的“文廟講堂”横匾。堂前放置青铜方鼎一尊，重850公斤。鼎上銘：“博學於文，約之於禮。”和“学而不厌，诲人不倦”，纹饰为饕餮纹。尊經閣為二层樓閣式重檐歇山頂建筑，原為藏書之地，民國年間成為市立流通圖書館。今天，下层為“奇石、赏石陈列室”，上层為贵宾接待室。阁前院落環繞宣廊，廊下置“上海县籍进士名录碑”。

### 東庭建筑

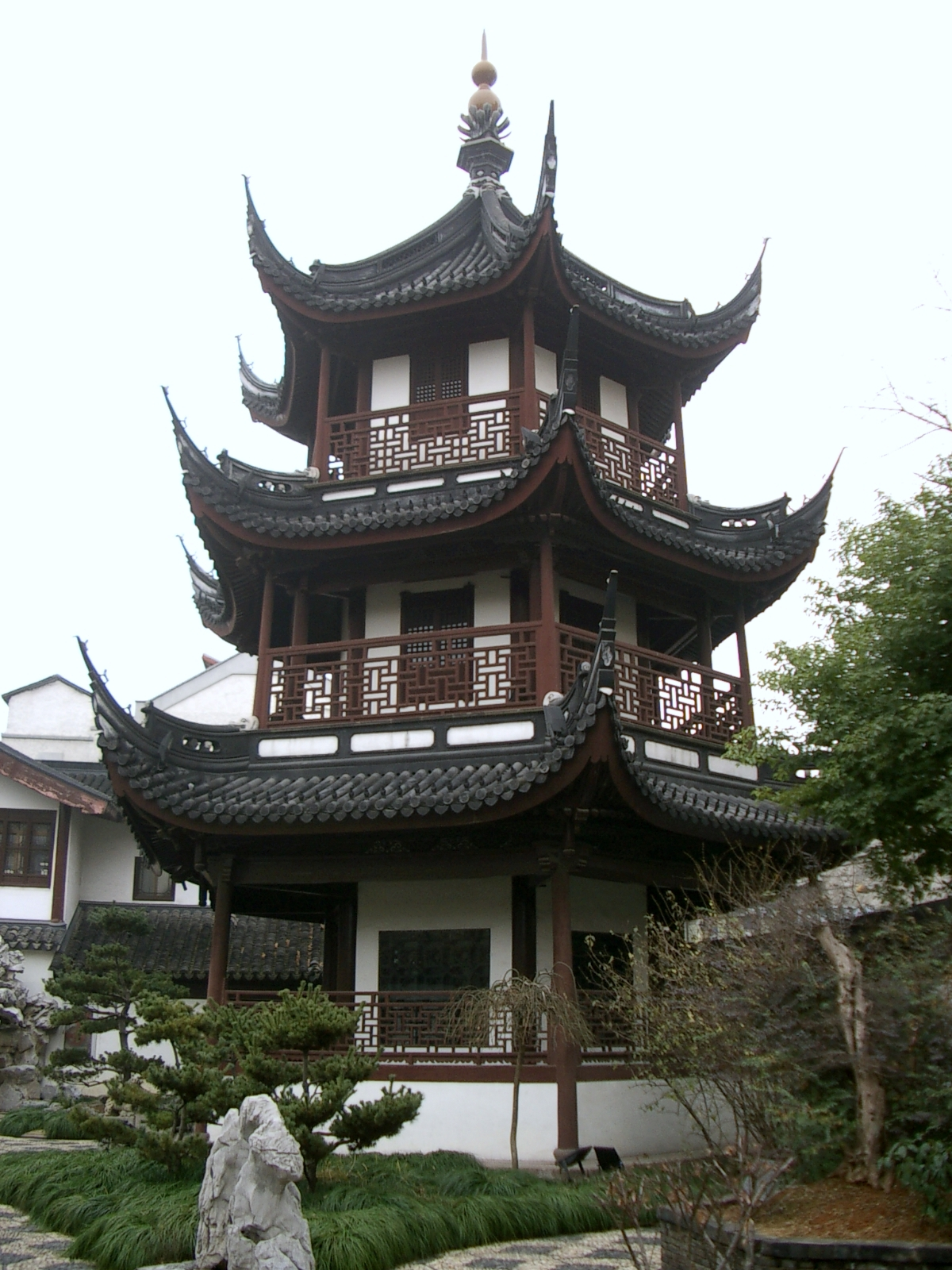
魁星閣

东庭建筑主要由魁星阁、天光云影池和儒学署组成。魁星閣位於文廟東南隅，清雍正八年（1730年）始建，原供奉奎星。現閣為當代重建，高約20米，共三层，平面呈六角型，飛檐，攢尖頂。阁内以六根金丝楠木柱支撐。天光雲影池的歷史可以追溯至元朝。今之水池為1997年重修時恢復，面積約950平方米，池中有假山“龙吟虎啸”，重達5.6吨，產於安徽灵璧县山中。池周遍植桃、柳。儒學署在天光云影池北侧，曾作為主管文廟祭祀和教化生员的機構，其官称縣儒學教諭。建筑为一幢二层小楼，目前下層開設历代茶具陳列，二楼辟為會議室。

## 相关活动
現時的上海文廟已成為一處綜合展示中國歷史文化的場所，常設四大主題展覽，分別為四大碑刻系列展，奇石、赏石、名石展，根雕造型艺术展和尧缔茶壶展。
自1986年開始，每逢星期天，大成殿前廣場上會進行舊書交易活動。進入1990年代，文廟舊書市逐漸成為上海最著名的舊書市場，曾被稱為“精神食糧的倉儲”。 文庙整修期間，在文廟東北部，尊经阁以東專門劃出一片“文廟書刊交易市場”，使圖書交易更加繁榮，此外，還沿老道前街、梦花街和学宫街三面的圍墻建造起与文廟建筑风格一致的仿古建筑，作為經營古玩、书画等的商店。

## 外部連結
- 上海文廟官方網站